# Castillo de Nassau
El Castillo de Nassau, localizado en Nassau, Renania-Palatinado, Alemania, fue la sede original de la Casa de Nassau. Las ruinas del castillo se levantan sobre un peñasco a 120 metros sobre el río Lahn. La Casa de Nassau fue una dinastía aristocrática, entre cuyos descendientes se encuentran las familias reinantes actualmente de los Países Bajos y Luxemburgo.

## Historia

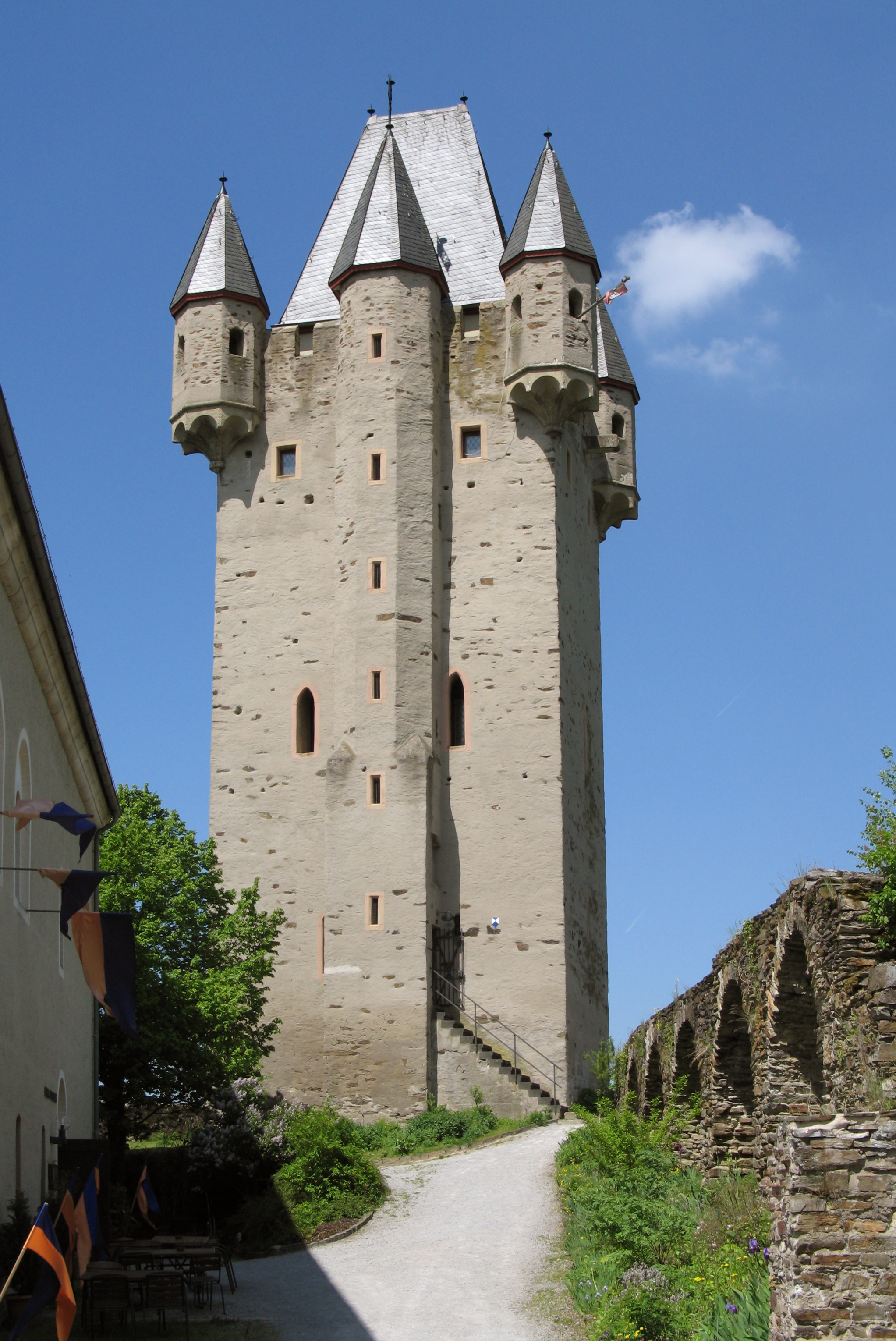
Torreón del castillo de Nassau.

El castillo fue erigido alrededor del año 1100 por el Conde Dudo-Enrique de Laurenburg (en alemán: Dudo-Heinrich von Laurenburg), el fundador de la Casa de Nassau. En 1120, los hijos de Dudo-Enrique y sucesores, los Condes Roberto I (en alemán: Ruprecht; también traducido como Ruperto) y Arnaldo I de Laurenburg, se establecieron en el castillo de Nassau con su torre. Renovaron y ampliaron el complejo del castillo en 1124.
Debido a que el castillo se hallaba en ese tiempo dentro del territorio del Obispado de Worms, se entabló una amarga disputa entre la familia de los dos hermanos y el Obispado de Worms. Incluso cuando Roberto I heredó en 1124 del Obispado de Worms la posición de corregidor en Weilburg, cuyo territorio incluía el Königshof de Nassau desde 914, el conflicto no fue resuelto. Cuando Roberto I empezó a llamarse a sí mismo Conde de Nassau en referencia al castillo, el Obispado de Worms le disputó el título.
La disputa solo se resolvió (y el título fue confirmado) en 1159, unos cinco años después de la muerte de Roberto, bajo el mandato de su hijo Walram I por la intervención del Arzobispo de Tréveris, Hillin von Fallemanien. La familia Laurenburger renunció al título alodial y en compensación se les concedió el feudo sobre el castillo y la población de Nassau por parte del arzobispado. Desde entonces, la familia Laurenburger recibió el título de Condes de Nassau.
El hijo de Walram I, Enrique II el Rico (Heinrich der Reiche), construyó en estilo románico tardío el edificio principal (palas) del castillo entre 1220 y 1230. En 1255, el Condado de Nassau fue dividido entre los hijos de Enrique II, Walram II y Otón I, en la así llamada "División entre Hermanos" (Bruderteilung). El castillo de Nassau, sin embargo, permaneció como posesión común de los dos hermanos (según el llamado Ganerbschaft de las antiguas leyes de herencia alemanas).
En la primera mitad del siglo XIV, se construyó el torreón pentagonal -todavía en pie- de 33 m de altura. Se menciona una segunda torre del castillo en 1346, pero ya no existe. En una disputa familiar en 1372, fue destruido el albergue de los guardianes del castillo.
Los condes vivieron en el castillo hasta el final de la Edad Media, en cuyo momento lo abandonaron como residencia. Un grabado de Matthäus Merian del siglo XVII muestra un palas intacto y el torreón, así como un edificio en la puerta de entrada, pero en la última fase de la II Guerra Mundial resultó destruido el resto de las ruinas. Cuando se hicieron estudios arqueológicos en 1970 para descubrir las murallas rectangulares, solo se encontraron ruinas.

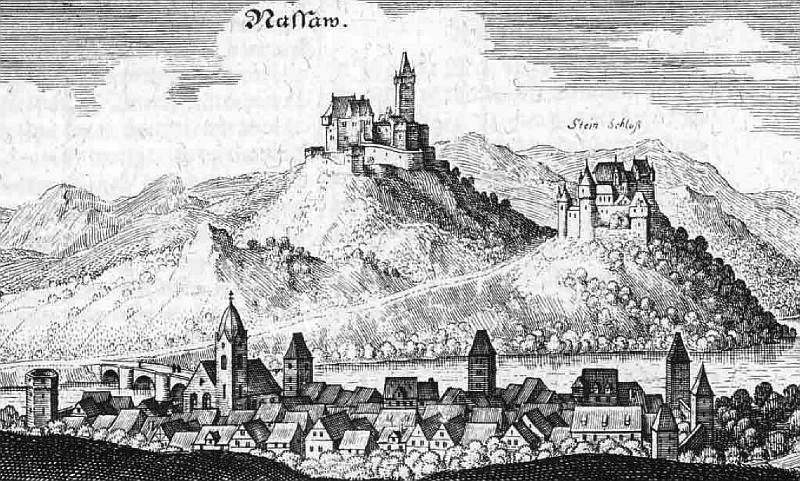
La ciudad de Nassau y el castillo en un grabado de Matthäus Merian de 1655.

El castillo pasó a posesión de la Administración de Castillos del Estado de Renania-Palatinado (Staatliche Schlösserverwaltung Rheinland-Pfalz) en 1965. En 1976 empezó a restaurarse el torreón. El techo de cuatro aguas y las almenas, así como las torres laterales, se reconstruyeron de acuerdo con un grabado de Merian. También se remodelaron las bóvedas con arcadas de seis a ocho metros en su interior. Además, se abrió la entrada a la mazmorra de la torre. La reconstrucción del palas y su salón de los caballeros prosiguió entre 1979 y 1980. Durante el curso de la restauración fueron redescubiertas las ventanas de estilo gótico tardío.
El edificio principal acomoda un restaurante en la actualidad, mientras que el torreón puede ser visitado gratuitamente.